# Na bahně
Na bahně je přírodní památka východně od obce Běleč nad Orlicí v okrese Hradec Králové. Důvodem ochrany je rašelinná lokalita s bohatou květenou bývalé tundry s olšinou.

## Galerie

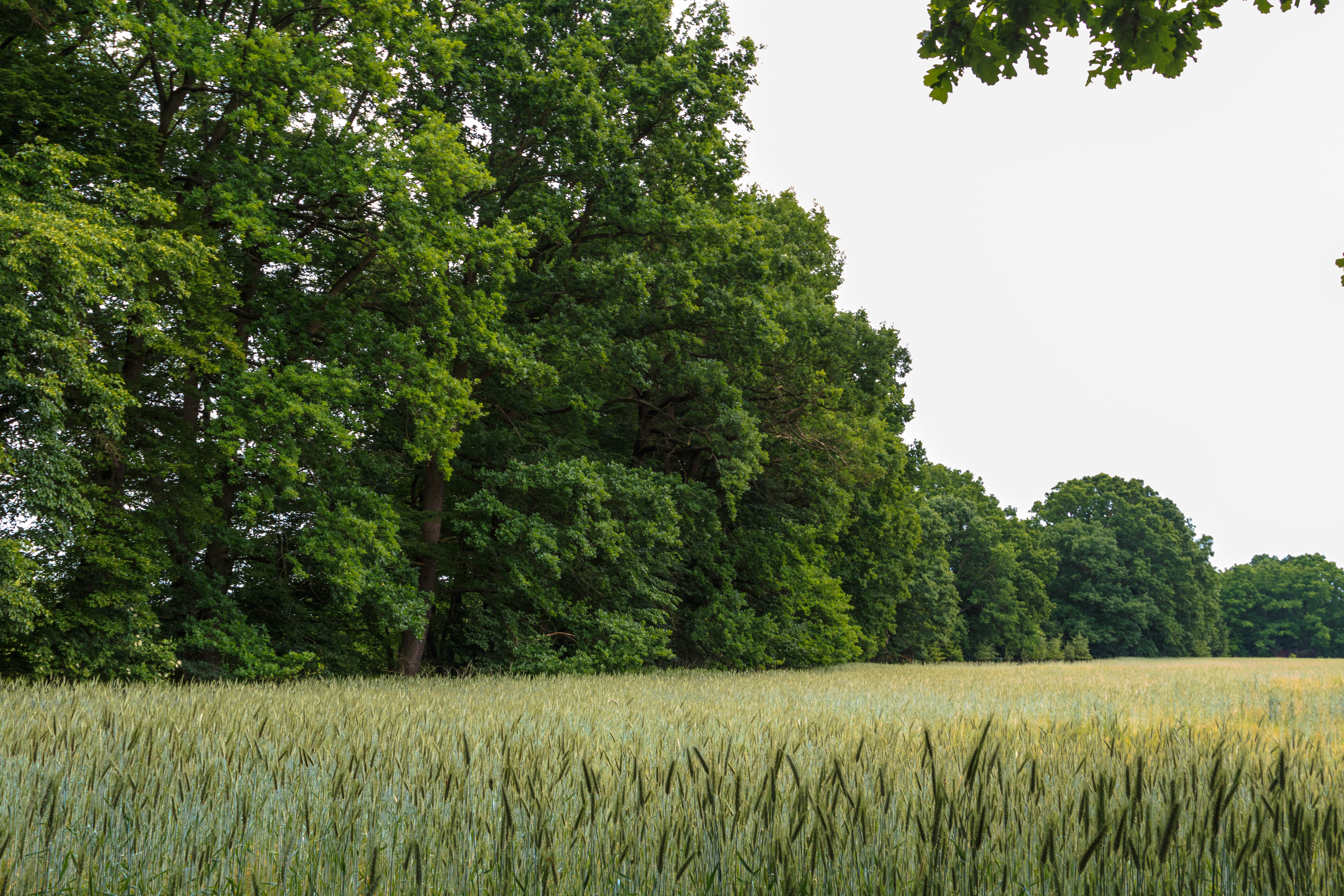
PP Na bahně
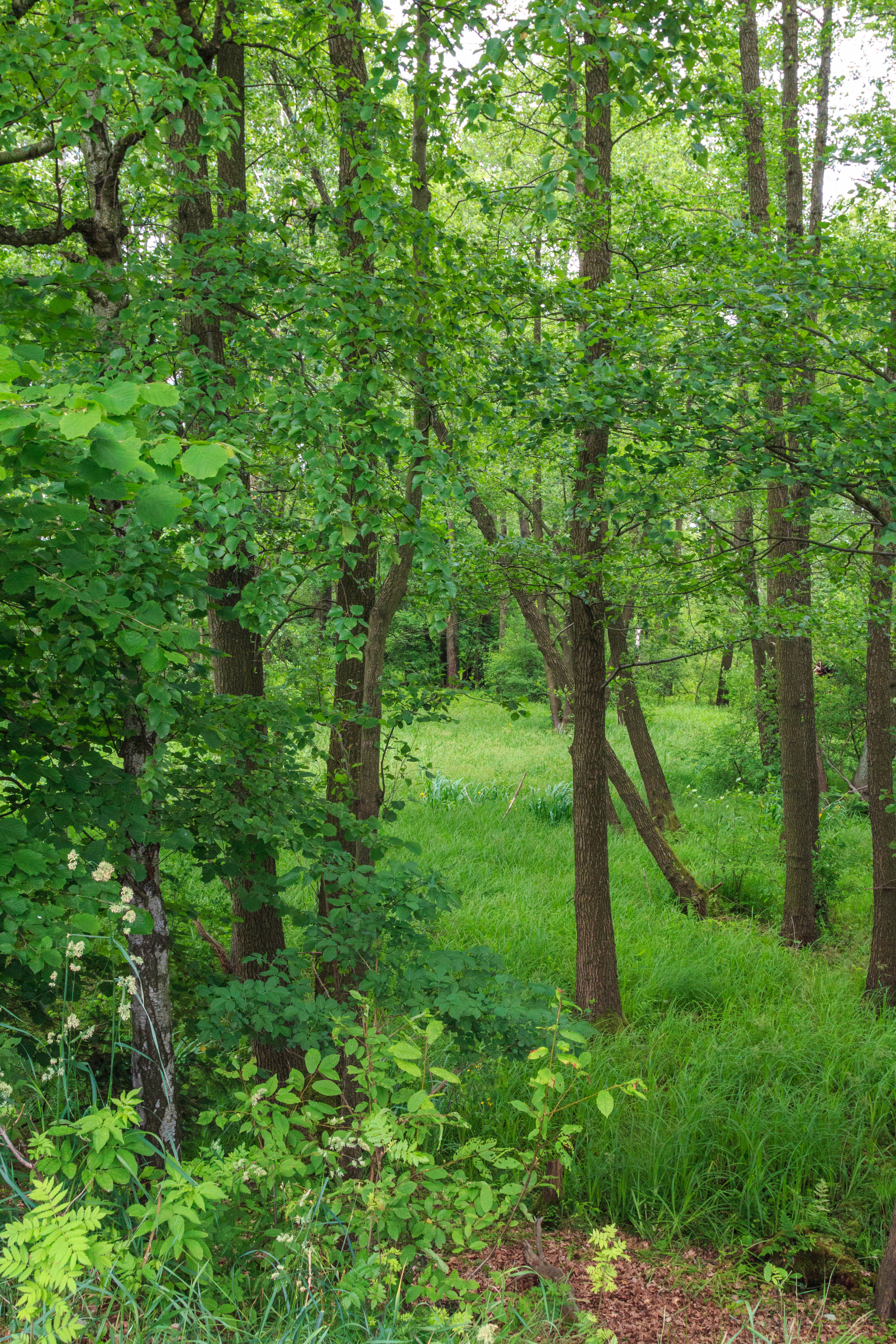
PP Na bahně
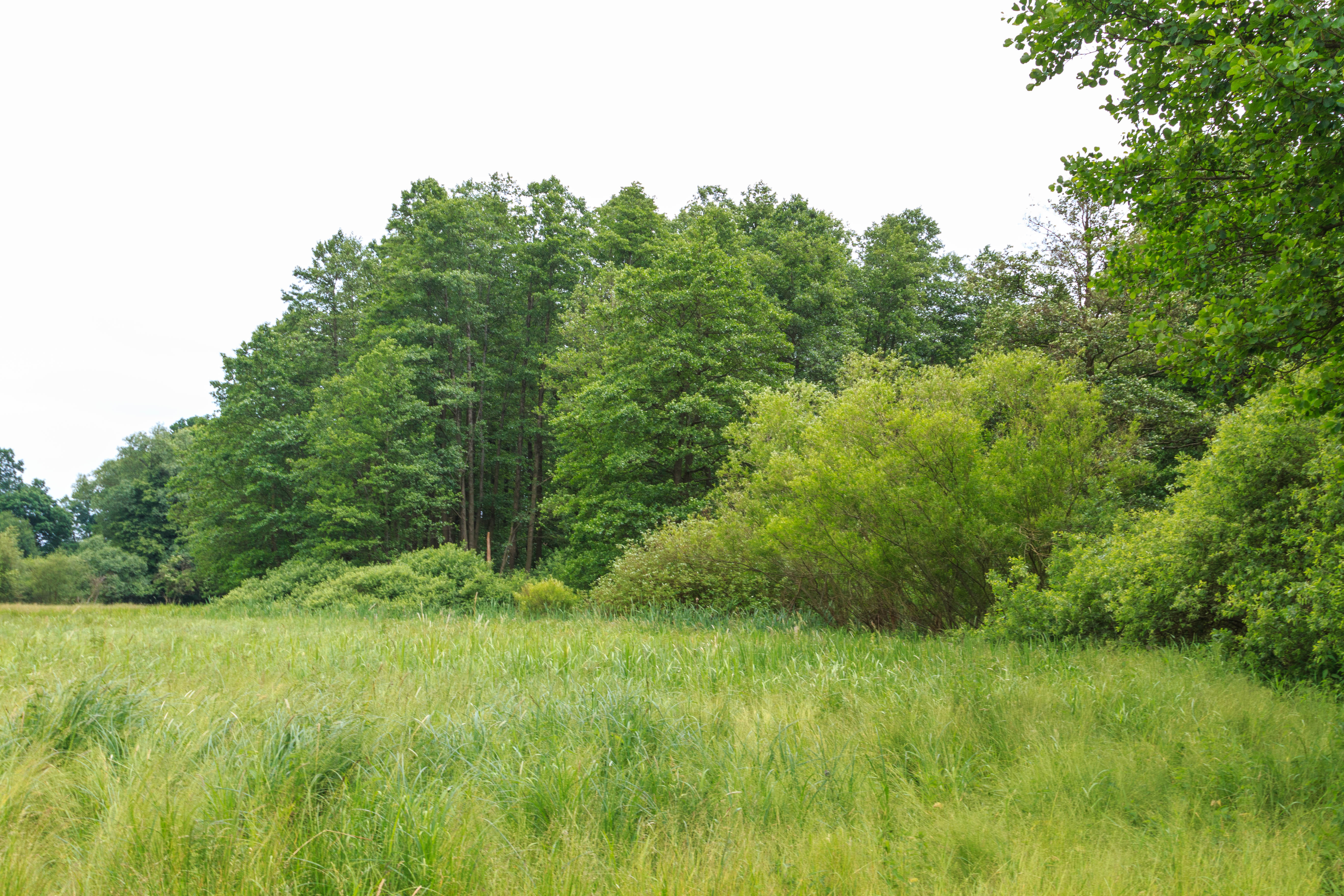
PP Na bahně
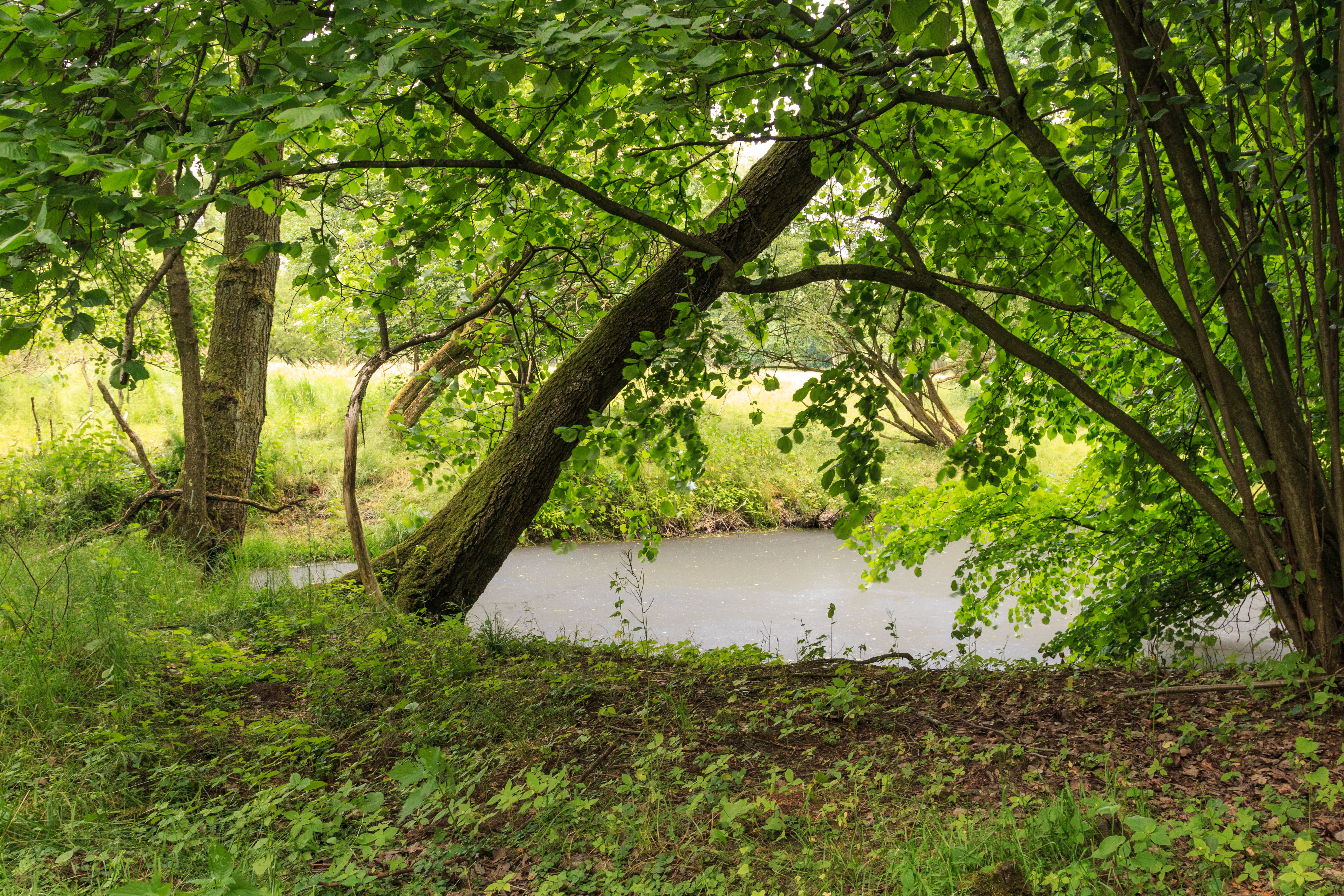
PP Na bahně